# الإعدامات الجماعية في الموصل تحت سيطرة داعش
تستعرض هذه المقالة عمليات الإعدام الجماعي في مدينة الموصل التي كانت تحت سيطرة تنظيم الدولة الإسلامية. تقع الموصل في محافظة نينوى بالعراق، وقد احتلها تنظيم الدولة الإسلامية (داعش) منذ سقوط الموصل في 10 يونيو 2014 وحتى تحريرها في 10 يوليو 2017. الموصل هي ثاني أكبر مدينة في العراق، ولهذا كانت واحدة من أكبر قواعد تنظيم الدولة، وقد استُخدم الاستيلاء عليها في الدعاية لإظهار قوتهم العسكرية. الغالبية الدينية في المنطقة هي المسلمين السنة. كانت عمليات الإعدام الجماعي للمدنيين، وجنود العدو، وأعضاء من التنظيم متهمين بارتكاب مخالفات، تحدث بانتظام، وبلغت ذروتها خلال معركة الموصل. وكانت المدينة مسرحًا للعديد من جرائم الحرب التي ارتكبها التنظيم.
تسرد هذه المقالة تسلسلًا زمنيًا لعمليات الإعدام الجماعي الموثقة التي نفذها التنظيم في الموصل ومحيطها.

## التسلسل الزمني

### 2014
- 10 يونيو: إعدام ما يصل إلى 750 سجينًا شيعيًا رميًا بالرصاص، مع بقاء 15 ناجيًا.[1]
- قُتل 40 عاملًا مهاجرًا هنديًا في يونيو 2014 بعد سقوط الموصل. وأكدت وزيرة الخارجية الهندية سوشما سواراج في مارس 2018 أنهم قُتلوا، وأُعيدت جثامينهم إلى الهند.[2]

### 2015
- 6 يناير: إعدام 20 شابًا بتهم متعددة مزعومة، وإعدام ثلاث محاميات.[3]
- 7 يناير: إعدام خمسة من أفراد الجيش العراقي المختطفين، بينهم عقيدان.[4]
- 19 يناير: إعدام 13 مراهقًا بتهمة مشاهدة مباراة كرة قدم، كما أُعدم رجلان بإلقائهما من برج بتهمة ممارسة أنشطة مثلية.[5]
- 2 مايو: إعدام 600 أسير إيزيدي.[6]
- 30 يونيو: إعدام مسؤول إداري رفيع في التنظيم بتهمة التخطيط لانقلاب.[7]
- 12 يوليو: إعدام 10 ضباط عراقيين سابقين بتهمة التجسس، كما أُعدم مرشح البرلمان العراقي إبراهيم صالح.[8]
- 6 أغسطس: إعدام 19 امرأة لرفضهن ممارسة الجنس مع المقاتلين.[9]
- 9 أغسطس: إعدام نحو 2000 مدني بعد اتهامهم بـ الردة بسبب عملهم في الشرطة.[10]
- 25 سبتمبر: إعدام ثلاثة أكاديميين من كلية التربية بجامعة الموصل.[11]
- 31 أكتوبر: إعدام 12 طفلًا على الأقل بعد ضبطهم يحاولون الهرب.[12]
- 15 ديسمبر: إعدام ثلاثة أئمة ومعلم لإقناع الشباب بعدم الانضمام إلى التنظيم.[13]

### 2016
- 8 فبراير: إعدام أكثر من 300 من أفراد الشرطة والجيش وناشطين مدنيين رميًا بالرصاص.
- 29 مارس: ذبح عنصر من البيشمركة على يد أحد مقاتلي التنظيم.[14]
- 21 أبريل: إعدام عنصرين من التنظيم وثلاثة مدنيين برميهم من مبنى مرتفع بتهمة المثلية،[15] كما أُعدمت 250 امرأة لرفضهن الزواج القسري من المقاتلين.[16]
- 27 أبريل: إغراق 7 مدنيين في أقفاص معدنية.[17]
- 3 مايو: إعدام 17 شخصًا لرفضهم القتال ضد القوات العراقية.[18]
- 5 مايو: اعتقال 200 شخص وإعدام 25 منهم بتهمة الهروب من المعارك.[19]
- 11 مايو: إعدام خمسة مدنيين بتهمة الردة.[20]
- 13 مايو: إعدام خمسة أشخاص بتهمة التجسس.[21]
- 16 مايو: رجم امرأة و20 شابًا حتى الموت بتهمة إقامة علاقات غير شرعية.[22]
- 18 مايو: إعدام 25 شخصًا باستخدام حمض النتريك بتهم التجسس وأسباب أخرى.[23]
- 1 يونيو: إعدام ستة رجال لبيعهم السجائر، وإعدام ثلاثة شبان رميًا بالرصاص.[24] كما أُعدم 13 خبير أسلحة وضابطًا في الجيش العراقي لرفضهم التعاون.[25]
- 3 يونيو: إحراق 19 فتاة إيزيدية لرفضهن ممارسة الجنس مع آسريهن.[26]
- 5 يونيو: قطع رؤوس ثلاثة مدنيين بتهمة العمل مع الحكومة العراقية وقوات البيشمركة.[27]
- 6 يونيو: إعدام 11 مدنيًا لمحاولتهم الفرار من مناطق التنظيم،[28] وإعدام نحو 65 مدنيًا آخرين.[29]
- 7 يونيو: مقتل خمسة نازحين بعد وضع عبوة ناسفة قربهم.[30]
- 9 يونيو: رجم امرأة حتى الموت بتهمة الزنا.[31]
- 18 يونيو: إعدام ثلاثة مدنيين بعد القبض عليهم أثناء محاولتهم الفرار.[32]
- 14 يوليو: إعدام 22 شرطيًا وخمسة عناصر من البيشمركة.
- 16 يوليو: إحراق خمسة مدنيين أحياء في قفص بتهمة التجسس.[33]
- 19 يوليو: قتل 12 مدنيًا متظاهرًا، ورد الجيش العراقي بقتل 20 عنصرًا من التنظيم.[34]
- 20 يوليو: إعدام 33 مدنيًا قرب القيارة.[35]
- 25 يوليو: إعدام 23 شخصًا بتهمة التعاون مع القوات العراقية.[36]
- 28 يوليو: إعدام 14 مدنيًا لمحاولتهم الفرار.[37]
- 11 أغسطس: رجل يُعدم والده لمساعدته عائلته على الهرب.[38]
- 16 أغسطس: إعدام ستة أشخاص بصب القار المغلي عليهم، وإعدام آخر بتهمة التشبه بالنساء.[39][40]
- 17 أغسطس: إعدام سبعة أشخاص لرفضهم إرسال أطفالهم لمدارس التنظيم.[41]
- 20 أغسطس: إعدام 14 مدنيًا بتهمة التعاون مع الحكومة وقوات البيشمركة.[42]
- 21 أغسطس: إعدام أربعة أشخاص بتهمة اللواط بإلقائهم من مبنى.[43] كما قُتل 30 شرطيًا بالتعذيب في قرية يسيطر عليها التنظيم.[44]
- 27 أغسطس: إعدام 15 شخصًا بينهم خمسة أكراد من روجافا على يد أطفال مقاتلين.[45]
- 3 سبتمبر: إعدام 17 عنصرًا من التنظيم لهروبهم من معركة.[46]
- 12 سبتمبر: إعدام ثمانية مدنيين غرقًا في قفص معدني.[47]
- 15 سبتمبر: قتل امرأة في الشرقاط بعد أن رمت مقاتلي التنظيم بالحجارة لقتلهم ابنها أمامها.[48]
- 20 سبتمبر: إغلاق جميع مقاهي الإنترنت وإعدام خمسة موظفين،[49] ورجم امرأة حتى الموت،[50] وإعدام ستة شبان باستخدام أدوات لحام.[51]
- 24 سبتمبر: إعدام 25 مدنيًا بتهمة التعاون مع القوات الأمنية.[52]
- 26 سبتمبر: إصابة 11 طفلاً جراء انفجار مجهول وتسرب غاز.[53]
- 14 أكتوبر: إغراق 58 شخصًا بتهمة التآمر ضد التنظيم.[54]
- 21 أكتوبر: إعدام أكثر من 284 رجلًا وصبيًا في الموصل أثناء هجوم القوات العراقية لاستعادة المدينة.[55]
- 25 أكتوبر: قتل 50 شرطيًا سابقًا و15 مدنيًا، والعثور على 70 جثة جنوب الموصل.[56]
- 26 أكتوبر: إعدام 190 من أفراد الأمن السابقين و42 شخصًا آخرين في قرية جنوب الموصل.[57]
- 29 أكتوبر: إعدام 100 مدني و22 شخصًا بالصعق الكهربائي بتهمة التعاون مع القوات الأمنية.[58][59]
- 31 أكتوبر: إعدام 300 مدني و50 من مقاتلي التنظيم الفارين.[60]
- 2 نوفمبر: قتل 52 شخصًا في مدرسة شرقي الموصل.[61]
- 8 نوفمبر: قتل 300 مدني لرفضهم القتال مع التنظيم.
- 10 نوفمبر: صعق 30 مدنيًا بالكهرباء، وإعدام ثلاثة انتحاريين، وقتل أسرة من ستة أشخاص.[62][63][64]
- 11 نوفمبر: إعدام 40 مدنيًا قبل صلبهم، و20 آخرين بتهمة "تسريب المعلومات"، وقتل رجل لاستخدامه هاتفًا محمولًا، وشنق ستة مدنيين.[65][66]
- 12 نوفمبر: إعدام 60 مدنيًا.[67]
- 15 نوفمبر: قتل 21 مدنيًا بتهمة التعاون مع القوات المدعومة من الولايات المتحدة.[68]
- 5 ديسمبر: إعدام 11 شخصًا بينهم عائلة كاملة لمحاولتهم الهرب.[69]
- 14 ديسمبر: إعدام 41 شخصًا بينهم صحفي.[70]

### 2017
- 10 فبراير: أعدم مقاتلو تنظيم الدولة الإسلامية 12 عنصرًا من مقاتليه بقطع الرأس لمحاولتهم الفرار في حي الزنجبيلي بغرب الموصل.[71]
- 6 مارس: أعدم مسلحو تنظيم الدولة 43 شخصًا، من بينهم 8 من أعضائه، في غرب الموصل.[72]
- 24 مارس: اعتقل عناصر التنظيم 20 مدنيًا، بينهم 9 نساء، وأعدموهم أثناء محاولتهم الفرار من منطقة اليرموك باتجاه حي الموصل الجديدة الذي تم تحريره مؤخرًا.[73]
- 30 مارس: فرقة إعدام تابعة للتنظيم أعدمت 23 مدنيًا في حي الزنجيلي وسط الموصل لرفضهم إخلاء منازلهم والانتقال إلى أحياء أخرى مع المسلحين.[74]
- 4 أبريل: أعدم مسلحو التنظيم 106 مدنيين لمحاولتهم الفرار من مناطق سيطرته في غرب الموصل منذ 31 مارس، وفقًا لمصادر أمنية ومنظمة حقوقية.[75]
- 7 أبريل: أعلن مجلس أمن إقليم كردستان العراق أن التنظيم أعدم 140 مدنيًا كانوا يحاولون الفرار من الموصل في 3 و4 أبريل 2017.[76]
- 22 أبريل: قتل مسلحو التنظيم 15 مدنيًا في غرب الموصل لرفضهم السماح لقناصيه بالتمركز أو نصب منصات صواريخ فوق منازلهم.[77] كما أعدم المسلحون 42 رجلًا في الموصل لرفضهم الانضمام إلى صفوفه، وفقًا لمصدر برلماني من محافظة نينوى.[78]
- 29 – 30 أبريل: أعدم التنظيم 51 مدنيًا في المناطق الخاضعة لسيطرته في أحياء الإصلاح الزراعي والرفاعي بغرب الموصل.[79]
- 1 مايو: أعدم مسلحو التنظيم 10 مدنيين لمحاولتهم الفرار من حي 17 تموز الذي يسيطرون عليه في غرب الموصل.[80]
- 14 مايو: أعلن المرصد العراقي لحقوق الإنسان أن مقاتلي التنظيم قتلوا 64 مدنيًا، بينهم نساء وأطفال، أثناء محاولتهم الفرار من المعارك في غرب الموصل.[81]
- 23 مايو: أُعدم سبعة من عناصر التنظيم لمحاولتهم الهرب من ساحات القتال في منطقتي المكّاوي والشفاء وسط الموصل.[82]
- 24 مايو: أعدم المسلحون 13 مدنيًا عراقيًا عند معبر سرجخانة وسط الموصل لمحاولتهم الفرار.[83]